# 大館市立東中学校
大館市立東中学校（おおだてしりつ ひがしちゅうがっこう）は秋田県大館市にある市立中学校。通称は「東中（とうちゅう）」。

## 概要
市域東部にある長木川流域および樹海ライン沿線、廃線になった小坂製錬小坂線沿線にある大館市立桂城小学校、大館市立有浦小学校、大館市立長木小学校の学区を校区とする。
学区内には、大館市の代表的な商業施設（いとく大館ショッピングセンター・イオンスーパーセンター大館店など）が立ち並び、また大館樹海ドームや大館樹海アリーナが立地する。

## 校訓
- 立志
- 友愛
- 剛健

## 沿革
- 1970年（昭和45年）4月 - 大館市立第三中学校・大館市立長木中学校を統合し、大館市立東中学校発足。但し、統合校舎は完成しておらず、第三中学校・長木中学校の校舎で授業を行った。また、同時に校章を制定。
- 1971年（昭和46年）12月 - 現在地の新校舎に移転が完了する。
- 1972年（昭和47年）
  - 4月 - 実質統合。
  - 10月 - 新校舎竣工落成式挙行。
- 1973年（昭和48年）4月 - 校訓「立志・友愛・剛健」制定する。
- 1977年（昭和52年）11月 - 警備会社に巡視を委託する。
- 1978年（昭和53年）10月 - 「校訓の像」除幕式挙行。
- 1982年（昭和57年）12月 - 柔・剣道場竣工。
- 1989年（平成元年）11月 - 創立20周年記念式典挙行。「校訓の像」にタイムカプセル収納。
- 1993年（平成5年）2月 - コンピュータ教室設置。
- 1995年（平成7年）4月 - 大館市立雪沢中学校を統合する。
- 1999年（平成11年）3月 - 「心の教室」完成。スクールカウンセラー設置。
- 2002年（平成14年）3月 - 校舎前通学路と駐車場のアスファルト舗装実施。
- 2004年（平成16年）
  - 4月 - 二学期制実施。
  - 10月 - 二学期制秋季休業を実施する。
- 2011年（平成23年）4月 - 二学期制を廃止し、三学期制に戻す。
- 2013年（平成25年）7月 - 体育館耐震補強工事。
- 2014年（平成26年）11月 - 太陽光発電システム工事完了。
- 2015年（平成27年）11月 - 柔剣道場耐震工事終了。
- 2017年（平成29年）2月 - プール濾過装置更新工事実施。

### 参考リンク
- 大館市立東中学校沿革 - 東中学校ホームページ内

## 周辺
- 大館市立有浦小学校 - 秋田県道2号大館十和田湖線をはさんで隣接している。進学前小学校でもある。
- 観音堂有浦神社 - 有浦小学校に隣接。
- 大館市立有浦保育園
- 学校法人秋田カトリック学園大館カトリックこども園
- カトリック大館教会 - 大館カトリックこども園に隣接。
- 大館市北地区コミュニティセンター
- 大館市立有浦児童公園
- イオンスーパーセンター大館店
- このほか、県道2号線や国道7号線沿線には、上述以外の商業施設やコンビニなども点在する。

## 著名な出身者
- 布谷史人（マリンバ奏者）
- 佐々木裕也 （バスケットボール選手）

## アクセス
- JR東日本大館駅から、
  - 徒歩約25分（約1.5km）。
  - 車で約3分。
  - 秋北バス大館小坂線で5分、「東中学校前」バス停下車。
  - 秋北バス大館市内循環バス「ハチ公号」で、「東中グランド前」バス停[1]下車。